# Saint-Pompain
Saint-Pompain é uma comuna francesa na região administrativa da Nova Aquitânia, no departamento de Deux-Sèvres. Estende-se por uma área de 24.28 km². Em 2010 a comuna tinha 958 habitantes (densidade: 39,5 hab./km²).